# Srđan Blagojević
Srđan Blagojević (Belgrád, 1973. június 6. –) szerb labdarúgóedző, 2022 szeptembere és 2024 augusztusa között a Debreceni VSC, 2025-től a szerb FK Partizan csapatának vezetőedzője.

## Edzői pályafutása
Blagojević edzői pályafutását 2008-ban a szerb Sremčica csapatánál kezdte. 2008 és 2016 között számos szerb alacsonyabb osztályú csapat edzője volt, a 2016-2017-es szezonban nyolc bajnoki mérkőzés erejéig a szerb élvonalbeli Javor Ivanjica csapatát irányította. A 2018-2019-es szezonban akkori csapatával, az Inđijaval feljutott a szerb élvonalba. 2020-ban Kazahsztánba szerződött, ahol előbb a Caspiy, majd 2021-ben az Asztana csapatának vezetőedzője lett. 2022 október óta a magyar élvonalbeli Debreceni VSC vezetőedzője. Első idényében bronzérmes helyen végzett a DVSC-vel az NB I-ben, így 2023 nyarán további két évvel meghosszabbították a szerződését. A 2023-2024-es idényben 5. helyen végzett irányításával a DVSC a bajnokságban, majd a következő szezon gyengébb rajtját követően az 5. fordulót követően menesztették posztjáról.